# Paolo Mariani
Paolo Mariani (Pietrasanta, 23 giugno 1954) è un ex calciatore italiano, di ruolo ala.

## Carriera
Inizia la carriera nella squadra della sua città, il Pietrasanta, club con cui disputa tre stagioni in Serie D.
Nel 1973 è ingaggiato dal Genoa, società con cui esordisce in Serie A il 9 dicembre di quell'anno, nel pareggio casalingo per 1-1 contro il Cagliari. Nella sua unica stagione in massima serie gioca cinque incontri, segnando una rete nella sconfitta per 2-1 contro il Cesena del 23 marzo 1974, e retrocedendo in cadetteria a causa del 15º e penultimo posto ottenuto. La stagione seguente, ad ottobre, viene girato al Trento, club di terza serie. Con i trentini ottiene l'ottavo posto del girone A della Serie C 1974-1975. Nel 1975 torna a Genova, vincendo il campionato di Serie B 1975-1976 e ottenendo la conseguente promozione in massima serie.
Nell'estate seguente passa al Modena, società con cui gioca due stagioni tra i cadetti, retrocedendo in terza serie al termine della stagione 1977-1978. Quindi  passa al Brescia, società che lo cede già ad ottobre al Taranto. Con i pugliesi ottiene la permanenza nella serie cadetta al termine della stagione 1978-1979. La stagione seguente è ingaggiato dal Rimini, società appena retrocessa in terza serie. Con i romagnoli riesce ad ottenere la promozione in Serie B grazie al secondo posto ottenuto nel girone A.
L'anno dopo Mariani passa alla Triestina, club con cui ottiene il quarto posto del girone A della Serie C1 1980-1981. La stagione seguente, sempre in terza serie, la disputa con il Giulianova, club con cui retrocede in Serie C2 in seguito al sedicesimo posto ottenuto nel girone B. Nel 1982 torna alla Triestina, società con cui ottiene il primo posto del Girone A della Serie C1 1982-1983 e la conseguente promozione in cadetteria. Lasciati gli alabardati, nel 1983 è ingaggiato dal Lanerossi Vicenza, con cui disputa due stagioni in Serie C1. Con i berici ottiene nella stagione 1984-1985 la promozione in cadetteria, grazie al secondo posto ottenuto nel Girone A.
In carriera ha totalizzato complessivamente 5 presenze ed una rete in Serie A e 96 presenze e 13 reti in Serie B.

## Palmarès
- Campionato italiano di Serie B: 1

Genoa: 1975-1976
- Campionato italiano Serie C1: 1

Triestina: 1982-1983 (girone A)